# Pełka z Borzykowej
Pełka z Borzykowej (ur. w Borzykowej, zm. między 1422 a 1428) — profesor Uniwersytetu Krakowskiego, dziekan Wydziału Sztuk Wyzwolonych, kanonik w kolegiacie św. Floriana, rektor Uniwersytetu Krakowskiego.

## Życiorys
Urodził się prawdopodobnie w szlacheckiej rodzinie pieczętującej się herbem Łodzia, zamieszkałej we wsi Borzykowa niedaleko od Wiślicy. Sam Pełka przedstawiał się w dokumentach zarówno z Borzykowa, jak i z Wiślicy. Początkiem nauk akademickich były studia na  Uniwersytecie Karola w Pradze, gdzie uzyskał magisterium sztuk wyzwolonych.
W 1404 został wymieniony jako profesor Uniwersytetu Krakowskiego na Wydziale Sztuk Wyzwolonych. Następnie w latach 1410 i 1413 pełnił funkcję dziekana tego wydziału. Przez jeden sezon 1419 sprawował urząd rektora Uniwersytetu Krakowskiego.
Z 1422 pochodzi zapis, że jest kanonikiem w kolegiacie św. Floriana na Kleparzu.
Zmarł między 1422 a 1428. Pozostała po nim biblioteka z której znane jest obecnie siedem rękopisów zawierających materiały ze studiów filozoficznych, jak również matematyczno-astrologicznych.